# Wyszejszaja liha (2025)
Ten artykuł dotyczy trwającego lub niedawnego wydarzenia sportowego. Informacje w nim zamieszczone mogą się zmienić lub zdezaktualizować wraz z postępem zdarzenia. Początkowe doniesienia, wyniki lub statystyki mogą być niepewne. Ostatnie aktualizacje do tego artykułu mogą nie odzwierciedlać najbardziej aktualnych informacji.
Wyszejszaja liha 2025 – 35. edycja najwyższej klasy rozgrywkowej piłki nożnej w Białorusi.
Bierze w niej udział 16 drużyn, które w okresie od 13 marca do 29 listopada 2025 rozegrają 30 kolejek meczów.
Sezon zakończy baraż o utrzymanie w Wyszejszaja liha. Mistrzostwo broni drużyna Dynama Mińsk.

## Uczestniczące drużyny
| Uczestnicy poprzedniej edycji | Uczestnicy poprzedniej edycji | Uczestnicy poprzedniej edycji | Uczestnicy poprzedniej edycji |
| --- | ----------------------------- | ----------------------------- | ----------------------------- |
| DMI | Dynama Mińsk                  | Mińsk                         | 1                             |
| GRO | Nioman Grodno                 | Grodno                        | 2                             |
| TRP | Tarpieda-BiełAZ               | Żodzino                       | 3                             |
| DBR | Dynama Brześć                 | Brześć                        | 4                             |
| WTB | FK Witebsk                    | Witebsk                       | 5                             |
| HOM | FK Homel                      | Homel                         | 6                             |
| ISŁ | Isłacz                        | Mińsk                         | 7                             |
| BAT | BATE Borysów                  | Borysów                       | 8                             |
| SŁU | FK Słuck                      | Słuck                         | 9                             |
| ARS | Arsienał Dzierżynsk           | Dzierżyńsk                    | 10                            |
| SLA | Sławija Mozyrz                | Mozyrz                        | 11                            |
| SME | FK Smorgonie                  | Smorgonie                     | 12                            |
| FKM | FK Mińsk                      | Mińsk                         | 13                            |
| po barażach |                               |                               |                               |
| NAN | Naftan Nowopołock             | Nowopołock                    | 14                            |
| Awans z Pierszaja liha |                               |                               |                               |
| MOL | Mołodeczno                    | Mołodeczno                    | 1                             |
| MAX | Maxline Witebsk               | Witebsk                       | 2                             |
| Oznaczenia: - kolumna pierwsza – skróty nazw drużyn, - kolumna trzecia – siedziba klubu, - kolumna czwarta – miejsce zajęte w poprzednim sezonie. |                               |                               |                               |

## Tabela
| Lp. | Drużyna                 | M  | Z  | R | P  | B+ | B– | +/– | Pkt | Kwalifikacja lub spadek                        |
| --- | ----------------------- | -- | -- | - | -- | -- | -- | --- | --- | ---------------------------------------------- |
| 1   | ML Witebsk              | 18 | 14 | 4 | 0  | 32 | 7  | +25 | 46  | Liga Mistrzów UEFA • I runda kwalifikacyjna    |
| 2   | Sławija Mozyrz          | 18 | 11 | 5 | 2  | 32 | 16 | +16 | 38  | Liga Konferencji UEFA • I runda kwalifikacyjna |
| 3   | Dynama Mińsk            | 16 | 10 | 2 | 4  | 27 | 15 | +12 | 32  | Liga Konferencji UEFA • I runda kwalifikacyjna |
| 4   | Dynama Brześć           | 18 | 9  | 5 | 4  | 30 | 19 | +11 | 32  |                                                |
| 5   | Isłacz Minski Rajon     | 18 | 8  | 7 | 3  | 32 | 17 | +15 | 31  |                                                |
| 6   | Tarpieda-BiełAZ Żodzino | 17 | 8  | 6 | 3  | 28 | 18 | +10 | 30  |                                                |
| 7   | Nioman Grodno           | 15 | 9  | 1 | 5  | 23 | 10 | +13 | 28  |                                                |
| 8   | Mińsk                   | 18 | 8  | 3 | 7  | 27 | 31 | −4  | 27  |                                                |
| 9   | Witebsk                 | 18 | 6  | 3 | 9  | 29 | 29 | 0   | 21  |                                                |
| 10  | Arsienał Dzierżynsk     | 18 | 4  | 8 | 6  | 21 | 26 | −5  | 20  |                                                |
| 11  | BATE Borysów            | 18 | 5  | 4 | 9  | 20 | 32 | −12 | 19  |                                                |
| 12  | Homel                   | 16 | 5  | 3 | 8  | 11 | 15 | −4  | 18  |                                                |
| 13  | Naftan Nowopołock       | 18 | 5  | 2 | 11 | 16 | 30 | −14 | 17  |                                                |
| 14  | Słuck                   | 18 | 3  | 4 | 11 | 11 | 27 | −16 | 13  | baraż o Wyszejszaja liha                       |
| 15  | Smorgonie               | 17 | 2  | 4 | 11 | 12 | 29 | −17 | 10  | spadek do Pierwszej ligi                       |
| 16  | Mołodeczno              | 17 | 1  | 1 | 15 | 9  | 39 | −30 | 4   | spadek do Pierwszej ligi                       |

1. ↑  Od sezonu 2025 FC Maxline Witebsk gra pod nazwą ML Witebsk[1].

## Wyniki
| Gospodarz \ Gość        | ARS | BAT | DBR | DMI | GOM | ISL | FCM | MOL | NAF | NEM | SLA | SLU | SMR | TZH | VIT | MLV |
| ----------------------- | --- | --- | --- | --- | --- | --- | --- | --- | --- | --- | --- | --- | --- | --- | --- | --- |
| Arsienał Dzierżynsk     |     | 0–1 | 1–1 | 2–1 |     |     |     | 3–0 | 0–1 | 0–3 |     |     | 1–1 |     | 1–1 | 0–4 |
| BATE Borysów            |     |     | 2–4 |     | 0–0 | 0–1 | 0–2 | 2–1 |     | 1–5 |     | 2–0 | 2–2 |     | 1–5 |     |
| Dynama Brześć           | 1–1 |     |     |     | 0–1 | 1–2 | 5–0 |     | 2–0 |     | 3–1 | 3–0 | 2–0 | 0–0 |     | 0–2 |
| Dynama Mińsk            |     | 2–1 | 5–0 |     |     |     | 4–1 | 3–2 | 1–0 | 0–1 |     |     | 1–0 | 4–0 | 2–1 |     |
| Homel                   | 0–2 |     |     | 0–1 |     | 0–0 |     |     | 2–0 |     | 0–1 |     |     | 1–1 |     | 0–2 |
| Isłacz Minski Rajon     | 4–0 | 2–0 |     | 2–2 |     |     | 1–1 | 4–0 | 3–0 |     | 2–2 |     |     | 1–3 |     | 0–1 |
| Mińsk                   | 2–2 |     |     |     | 1–0 |     |     | 3–2 | 1–2 |     | 2–2 |     |     | 1–5 | 2–1 | 1–2 |
| Mołodeczno              |     | 0–1 | 0–1 |     | 0–1 |     |     |     | 0–2 |     | 0–2 | 0–1 | 2–1 |     | 0–4 |     |
| Naftan Nowopołock       |     | 2–2 | 2–2 |     |     |     | 0–3 |     |     | 1–3 | 0–1 |     | 3–1 | 0–3 | 3–0 | 0–3 |
| Nioman Grodno           |     |     | 0–1 |     | 0–1 | 2–0 | 2–1 | 3–0 |     |     | 1–2 | 2–1 | 0–1 |     |     |     |
| Sławija Mozyrz          | 1–1 | 1–1 |     | 3–0 | 2–1 | 1–1 |     | 4–1 |     |     |     |     |     | 1–0 | 4–0 | 0–2 |
| Słuck                   | 0–3 |     |     | 0–1 | 0–3 | 1–1 | 1–2 |     | 1–0 |     | 1–2 |     | 2–0 | 0–0 |     | 0–1 |
| Smorgonie               | 1–1 |     |     |     | 3–1 | 0–4 | 0–2 |     |     |     | 0–2 | 0–0 |     | 0–1 |     |     |
| Tarpieda-BiełAZ Żodzino | 2–1 | 3–2 |     | 0–0 |     |     |     | 4–1 |     | 0–1 |     | 2–2 |     |     | 3–2 | 1–1 |
| Witebsk                 |     | 0–1 | 1–3 |     | 2–0 | 3–3 | 1–2 |     | 2–0 | 0–0 |     | 4–1 | 2–1 |     |     |     |
| ML Witebsk              | 2–2 | 2–1 |     | 2–0 |     |     |     | 0–0 |     | 1–0 |     | 1–0 | 3–1 |     | 2–0 |     |

## Najlepsi strzelcy
| Bramki | Strzelcy              | Drużyna                 |
| ------ | --------------------- | ----------------------- |
| 11     | Aleksandr Szestiuk    | Isłacz Minski Rajon     |
| 10     | Andriej Sołowiej      | Sławija Mozyrz          |
| 9      | Jegor Korcow          | Dynama Brześć           |
| 9      | Pavel Sedko           | Tarpieda-BiełAZ Żodzino |
| 6      | Michaił Hardziejczuk  | Dynama Brześć           |
| 6      | Aleksandr Ksenofontov | Witebsk                 |

Stan na 2025-08-10. Źródło: 

## Stadiony
| Arsienał Dzierżynsk |
| ------------------- |
| Stadion Haradzieja  |
|                     |

| BATE Borysów  |
| ------------- |
| Barysau-Arena |
|               |

| Dynama Brześć |
| ------------- |
| OSK Brescki   |
|               |

| Dynama Mińsk         |
| -------------------- |
| Stadion Dynama Mińsk |
|                      |

| Homel             |
| ----------------- |
| Stadion Centralny |
|                   |

| Isłacz Minski Rajon Mińsk |
| ------------------------- |
| Stadion FK Mińsk          |
|                           |

| Mołodeczno      |
| --------------- |
| Stadion Miejski |
|                 |

| Naftan Nowopołock |
| ----------------- |
| Stadion Atłant    |
|                   |

| Nioman Grodno  |
| -------------- |
| Stadion Nioman |
|                |

| Sławija Mozyrz   |
| ---------------- |
| Stadion Junactwa |
|                  |

| Słuck           |
| --------------- |
| Stadion Miejski |
|                 |

| Smorgonie        |
| ---------------- |
| Stadion Junactwa |
|                  |

| Tarpieda-BiełAZ Żodzino |
| ----------------------- |
| Stadion Tarpieda        |
|                         |

| Witebsk ML Witebsk |
| ------------------ |
| CSK „Witebski”     |
|                    |

Źródło: .